# Paige Moss
Paige Moss (* 30. Januar 1973) ist eine US-amerikanische Schauspielerin.

## Leben und Werk
Moss wurde in Bowie geboren und wuchs in Abilene im US-Bundesstaat Texas auf. In ihrer High-School-Zeit absolvierte sie Praktika bei dem Senator Tim Wirth und dem Kongressabgeordneten Victor H. Fazio. In dieser Zeit hatte sie ein Vorsprechen im John F. Kennedy Center for the Performing Arts. Danach schloss sie die High School in Abilene mit dem äquivalenten Hochschulzugang General Educational Development Test ab. Sodann studierte sie an der George Mason University Theater, wechselte jedoch später an die American Academy of Dramatic Arts in Los Angeles.
Ihr Schauspieldebüt hatte sie 1995 und spielte seitdem in zahlreichen Fernseh- und Filmproduktionen mit. Eine erste größere Rolle hatte sie 1996 als Tara Marks in der Serie Beverly Hills, 90210 und sollte hier Kelly Taylor aka. Jennie Garth töten (in sieben Folgen). 1999 spielte sie in der vierten Staffel von Buffy – Im Bann der Dämonen den Werwolf Veruca und provozierte die Trennung von Oz aka. Seth Green und Willow aka. Alyson Hannigan (in drei Folgen). Eine Hauptrolle erhielt sie in der Serie Absolut relativ als Maddy O'Neill (in 20 Folgen).

## Filmografie (Auswahl)
- 1995–1996: Baywatch Nights (zwei Folgen)
- 1996: Beverly Hills, 90210 (sieben Folgen)
- 1997: Chicago Hope – Endstation Hoffnung (Chicago Hope, eine Folge)
- 1997: Seinfeld (eine Folge)
- 1998: Cool Girl (Girl, Film)
- 1998: Diagnose: Mord (Diagnosis Murder, eine Folge)
- 1998: Ich kann’s kaum erwarten! (Can't Hardly Wait, Film)
- 1999: Buffy – Im Bann der Dämonen (Buffy the Vampire Slayer, drei Folgen)
- 1999: Der Feind in meinem Haus (Stranger in My House, Film)
- 1999: Ein Hauch von Himmel (Touched by an Angel, eine Folge)
- 1999: Emergency Room – Die Notaufnahme (ER, eine Folge)
- 1999: Hercules (Hercules: The Legendary Journeys, eine Folge)
- 2000: JAG – Im Auftrag der Ehre (JAG, eine Folge)
- 2003–2004: Absolut relativ (It's All Relative, 20 Folgen)
- 2004: Strong Medicine: Zwei Ärztinnen wie Feuer und Eis (Strong Medicine, eine Folge)
- 2007: American Dragon (American Dragon: Jake Long, eine Folge, Sprechrolle)
- 2008: Random! Cartoons (eine Folge)